# Lojze Peterle
Lojze Peterle (Čužnja vas, 1948. július 5. –) szlovén politikus.

## Élete
1990 májusában – a Szlovén Demokratikus Ellenzék (DEMOS) jelöltjeként, épp az ország függetlenné válásának idején – alakított kormányt, és irányította egészen 1992-ig, majd később két alkalommal is vezette a külügyi tárcát (1993–1994 és 1996). 2004-től az Új Szlovénia–Keresztény Néppárt európai parlamenti képviselője.
2007-ben, az elnökválasztás első fordulójában (október 21.) sikerült ugyan megszereznie az első helyet (28,5%-kal), azonban a november 11-ére kiírt második fordulóban vereséget szenvedett a balközép jelöltjétől, a szavazatok 68%-át megszerző Danilo Türktől.